# 고멜
고멜(Gomer, 히브리어: גֹּמֶר‎ 고메르; 그리스어: Γαμὲρ)는 야벳의 맏아들이며, 구약 성경의 "민족들의 목록"(창세기 10장)에 따르면 아스그나스, 리팟, 도가르마의 아버지이다.
유대 대백과사전의 편찬자들이 "온 가족을 대표하는" 존재라고 표현했듯이, 고멜의 이름은 에제키엘서 38장 6절에서도 마곡 땅의 우두머리인 곡의 동맹으로 언급된다.
히브리어 이름 고멜은 캅카스 너머의 폰토스-카스피 스텝에 살았던 킴메르족을 가리키며, 기원전 7세기 후반에 아시리아를 공격했다. 아시리아인들은 그들을 김메라이(Gimmerai)라고 불렀다. 킴메르족의 왕 테우슈파는 기원전 681년에서 668년 사이에 에사르하돈에 의해 패배했다.

## 전통적인 식별
플라비우스 요세푸스는 고멜과 "고멜인들"을 아나톨리아의 갈라티아에 두었다. "고멜은 지금 그리스인들이 갈라티아인이라고 부르지만, 그 당시에는 고멜인이라고 불렸던 사람들의 조상이었다." 갈라티아는 실제로 그곳에 정착한 고대 갈리아족(켈트족)의 이름을 따서 명명되었다. 그러나 후대의 기독교 작가인 로마의 히폴리투스는  234c.년에 고멜을 갈라티아인의 이웃인 카파도키아인의 조상으로 지정했다. 히에로니무스( 390c.)와 이시도루스 히스팔렌시스( 600c.)는 요세푸스의 고멜과 갈라티아인, 갈리아족, 켈트족의 동일시를 따랐다.
탈무드에 따르면, 고멜은 "게르맘야(Germamya)"로 식별된다.
이슬람 설화에 따르면, 페르시아 역사가 무함마드 이븐 자리르 알타바리( 915c.)는 고멜이 1000세까지 살았다는 페르시아 전승을 이야기하며, 이 기록이 니므롯의 기록과 같지만 토라에 언급된 다른 어떤 사람보다도 뛰어나다고 언급했다.
킴브리족은 기원전  200 BCc.년에 게르마니아(현재 덴마크)의 윌란반도에 정착한 부족으로, 고대에는 킴메르족, 게르만족 또는 켈트족으로 다양하게 식별되었다. 후대에 일부 학자들은 이들을 웨일스인과 고멜의 후손과 연관시켰다. 고멜, 킴메르족, 킴브리족을 웨일스어 명칭인 '킴리(Cymri)'와 동일시한 최초의 저자 중 한 명은 영국 고대 연구가 윌리엄 캠든으로, 그의 브리타니아(1586년 초판)에서 처음 언급되었다. 1716년 자신의 책 드라이치 이 프리프 오에소에드(Drych y Prif Oesoedd)에서 웨일스 역사학자 테오필루스 에반스 또한 웨일스인이 킴메르족과 고멜의 후손이라고 주장했다. 이는 18세기와 19세기의 많은 후대 작가들에게 이어졌다.
이 어원은 현대 켈트 언어학자들에 의해 잘못된 것으로 간주되는데, 이들은 1853년에 요한 카스파르 초이스가 제안한 어원을 따르며, '킴리(Cymry)'를 브리튼어 *Combrogos("동포")에서 파생된 것으로 본다. 고멜이라는 이름(예를 들어 19세기 편집자이자 작가인 조셉 해리스의 필명)과 그 (현대) 웨일스어 파생어들, 예를 들어 고메라에그(Gomeraeg, 웨일스어의 대안 이름)는 한때 웨일스에서 유행했지만, 고멜론 자체는 역사적 또는 언어적 타당성이 없는 고대 가설로 오랫동안 신뢰를 잃었다.
1498년 안니오 다 비테르보는 현재 위조품으로 간주되는 의사-베로수스(Pseudo-Berossus)로 알려진 파편들을 출판했는데, 바빌로니아 기록에 따르면 야벳의 아들인 코메루스 갈루스(Comerus Gallus), 즉 고멜이 민족들의 분산 이후 니므롯의 10년차에 코메라(현재 이탈리아)에 처음 정착했다고 주장했다. 또한 의사-베로수스가 노아의 넷째 아들이라고 부르며 처음으로 독일/스키티아를 다스렸다고 말하는 투이스콘은 후대의 역사가들(예: 요하네스 아벤티누스)에 의해 다름 아닌 고멜의 아들 아스그나스로 확인되었다.

## 고멜의 후손
창세기 10장에는 고멜의 세 아들이 언급된다.
- 아스그나스
- 리팟(역대기상에서는 디팟으로 표기됨)
- 도가르마

아스그나스의 자손은 원래 스키타이족(아시리아어 이쉬쿠자)과 동일시되었고, 11세기 이후에는 독일과 동일시되었다.
고대 아르메니아인과 조지아인의 연대기에는 도가르마가 흑해와 카스피해 사이, 그리고 접근 불가능한 두 산, 즉 옐브루스산과 아라라트산 사이에 위치한 땅에 원래 거주했던 두 민족의 조상으로 기록되어 있다.
하자르 기록에 따르면, 도가르마는 튀르크어족의 조상으로 여겨진다.

## 일반 및 인용된 참고 문헌
- Lloyd, John Edward (1912). A History of Wales from the Earliest Times to the Edwardian Conquest.
- Piggot, Stuart (1968). The Druids. Thames and Hudson: London.
- 웨일스 대학교 사전, Vol. II.